# Madior Diouf
Madior Diouf (Fimela, 1939 – Dakar, 23 gennaio 2025) è stato un politico senegalese.

## Biografia
Professore all'Università di Dakar, ricoprì l'incarico di ministro dell'insegnamento superiore dal 2000 al 2001.
Esponente del Raggruppamento Nazionale Democratico, nel 1993 si candidò alle elezioni presidenziali ottenendo poco meno dell'1% dei voti.